# Římskokatolická farnost Kunovice
Římskokatolická farnost Kunovice je územní společenství římských katolíků s farním kostelem svatého Petra a Pavla v děkanátu Uherské Hradiště.

## Historie farnosti
První přímý doklad o farnosti pochází z roku 1235, kdy je v Kunovicích uváděn farář královny Konstancie jménem Bartoloměj, který zde pravděpodobně měl i zázemí v podobě církevní stavby. V roce 1517 je doloženo postavení presbytáře a části lodě. Dalšího zvětšení a prodloužení, na současných 38 m délky a 13 m šířky, se kostel dočkal v letech 1759–1761.

## Duchovní správci
| Doba působení  | Jméno duchovních správců |
| -------------- | ------------------------ |
| 1639 - 1641    | Řehoř Ctibor Militis     |
| 1641 - 1653    | Jan Václav Menean        |
| 1623 - 1657    | Jan Václav Polontius     |
| 1657 - 1671    | Jakub František Hasal    |
| 1671 - 1681    | Jan Ignác Bařinka        |
| 1681 - 1709    | Jan Ctibor Skurek        |
| 1709 - 1714    | Jiří Laštovka            |
| 1714 - 1735    | Matěj Antonín Štefka     |
| 1735 - 1740    | Jakub Wolf               |
| 1740 - 1749    | Ignác Skřičovský         |
| 1749 - 1759    | Bohumír Römer            |
| 1759 - 1787    | Jan Nepomuk Mertten      |
| 1787 – 1819    | Jan Bernard              |
| 1819 – 1839    | Augustin Kuba            |
| 1839 – 1853    | Jiří Štraškraba          |
| 1853 – 1870    | Josef Ptáček             |
| 1870 – 1872    | Josef Moritz             |
| 1872 – 1881    | Jan Křivka               |
| 1881 – 1886    | Jan Švéda                |
| 1886 – 1896    | Josef Sedláček           |
| 1896 – 1924    | Josef Hladký             |
| 1924 – 1949    | Alois Šilhavý            |
| 1949 – 1976    | Jindřich Jurník          |
| 1976 – 2000    | Alois Jargus             |
| 2000 – 2020    | Jaroslav Polách          |
| 2020 - doposud | Ladislav Kunc            |

## Bohoslužby
| Den     | Čas             | Místo | Událost                        |
| Pondělí | 18:00           | Farní kostel sv. Petra a Pavla                                                                                 | Mše svatá                      |
| Úterý   | 19:00           | Farní kostel sv. Petra a Pavla                                                                                 | Růžencová pobožnost            |
| Středa  | 18:00           | Farní kostel sv. Petra a Pavla                                                                                 | Mše svatá                      |
| Čtvrtek | 18:00           | Kaple sv. Anežky v Uherském Hradišti, Míkovicích                                                               | Mše svatá                      |
| Pátek   | 18:00           | Farní kostel sv. Petra a Pavla                                                                                 | Mše svatá s promluvou pro děti |
| Sobota  | 7:30            | Farní kostel sv. Petra a Pavla                                                                                 | Mše svatá                      |
| Neděle  | 7:30 9:00 10:30 | Farní kostel sv. Petra a Pavla Kaple sv. Anežky v Uherském Hradišti, Míkovicích Farní kostel sv. Petra a Pavla | Mše svatá                      |

Aktuální rozpis bohoslužeb naleznete na internetových stránkách farnosti v sekci ,,Ohlášky a bohoslužby"
v pátek 18:00 a v neděli 10:30 jsou bohoslužby vysílané on-line na YouTube kanále farnosti pod názvem ,,Farnost Kunovice"

## Aktivity ve farnosti
Pravidelně se konají duchovní obnovy, biblické hodiny, setkání společenství, výuka náboženství, při bohoslužbách zpívá schola mládeže i chrámový sbor. Farnost je zapojena do projektu Noc kostelů (pro rok 2024 neplatí).